# فینشتربرگن
فینشتربرگن (به آلمانی: Finsterbergen) یک منطقهٔ مسکونی در آلمان است که در فریدریشرودا واقع شده‌است.
 فینشتربرگن  ۱٬۴۲۶ نفر جمعیت دارد.

## خواهرخوانده
شهر باد تسوشتن خواهرخواندهٔ فینشتربرگن هست.